# Frederik Nicolaas Nieuwenhuijzen
Frederik Nicolaas Nieuwenhuijzen (Amsterdam, 22 oktober 1819 – Den Haag, 6 november 1892) was een Nederlands bestuurder in Nederlands-Indië. Hij bekleedde onder andere de functies van resident van Riouw en Soerakarta, gouvernementscommissaris voor de Zuider- en Oosterafdeling van Borneo, lid van de Raad van Nederlands-Indië, vicepresident van deze raad en gouvernementscommissaris bij de eerste expeditie naar Atjeh (1873).

## Loopbaan

### Vroege jaren
Nieuwenhuijzen werd geboren in Amsterdam als zoon van een handelaar in tabak en koloniale waren.
In 1834 reisde hij, vijftien jaar oud, in zijn eentje naar Batavia, waar hij waarschijnlijk onderdak vond bij zijn oom Hendrik Jacob Lutjens, kolonel in het Koninklijk Nederlandsch-Indisch Leger. 
Hij begon een loopbaan binnen de Algemene Secretarie, die de gouverneur-generaal ambtelijke ondersteuning gaf. Hij trad in dienst als onbezoldigd klerk en klom via de rangen van bezoldigd klerk, eerste klerk en tweede commies op tot eerste commies. Bij koninklijk besluit van 22 april 1842 nummer 95 werd hem het ‘radikaal van Indisch ambtenaar’ verleend, tegelijk met o.a. John Ricus Couperus. Daardoor kon hij benoemd worden bij het binnenlands bestuurskorps.
In 1843 werd hij aangesteld tot residentiesecretaris in Banjoemas. In hetzelfde jaar trouwde hij met Wilhelmina Sara Christina Sijthoff van Kervel. Het jaar daarop kreeg hij dezelfde functie in Bagelen onder Johan George Otto Stuart von Schmidt auf Altenstadt. 
In 1847 werd hij bevorderd tot assistent-resident van het district rond Maros op Celebes, waar baron Pierre Jean Baptiste de Perez gouverneur was. Toen De Perez in 1849 tot resident van Soerabaja werd benoemd, kreeg Nieuwenhuijzen aldaar de functie van assistent-resident van politie. In Soerabaja werd in 1847 zijn zoon Wilhelm Christiaan Nieuwenhuijzen geboren. In 1853 werd hij benoemd tot Nederlands vertegenwoordiger aan het hof van de panembahan van Madoera in Bangkalan.

### Resident

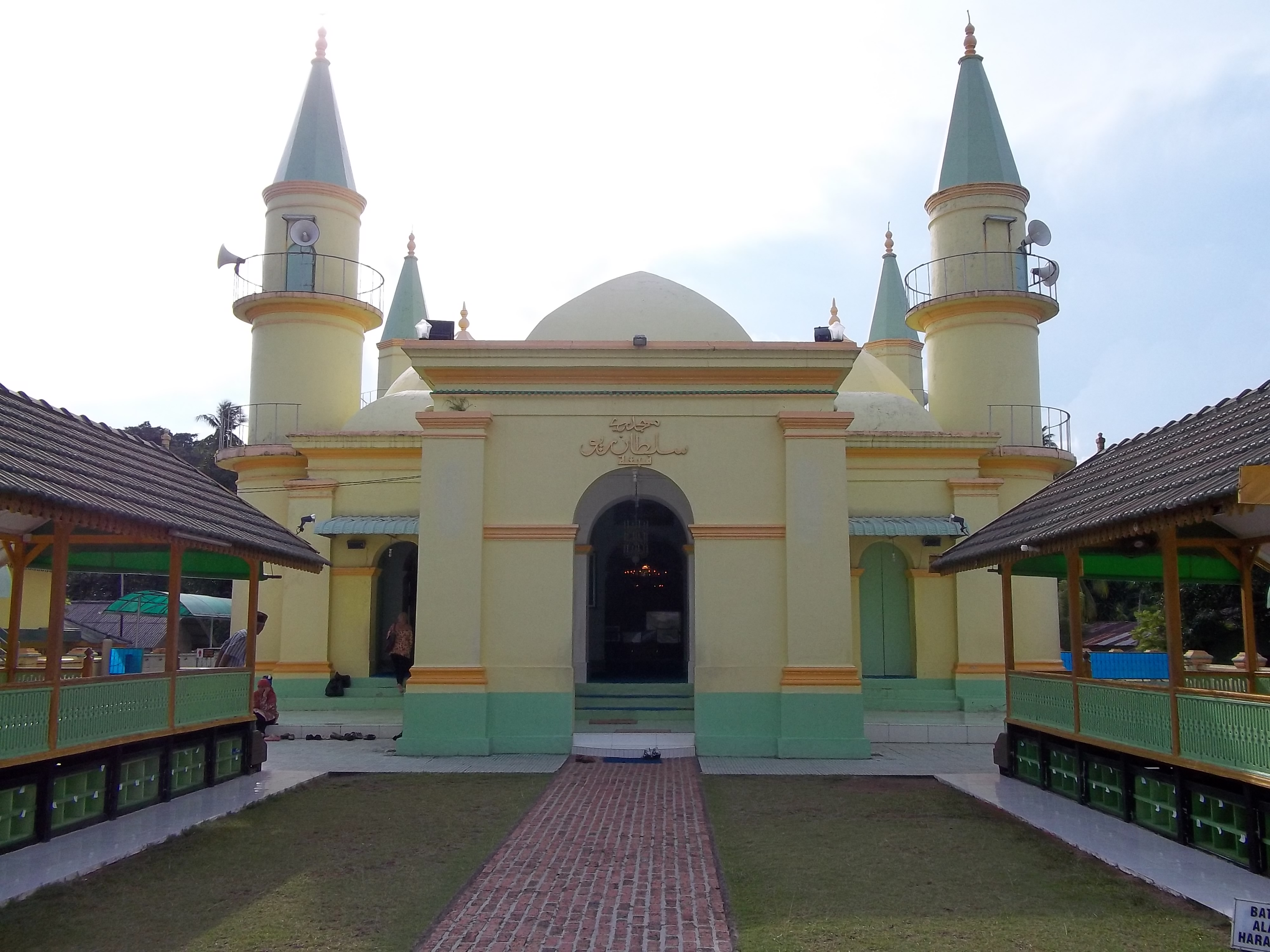
De Grote Moskee van de sultan van Riouw en Lingga op het eiland Penyengat

Na een kort assistent-residentschap in Probolinggo werd hij in 1855 benoemd tot resident van Riouw. Via een geheim gouvernementsbesluit kreeg hij de opdracht de groeiende Britse invloed binnen de Riouwarchipel en het nabije deel van Sumatra terug te dringen. In 1857 dwong Nieuwenhuijzen sultan Mahmoed IV van Riouw en Lingga tot aftreden, ten gunste van zijn oom Badroel Alam Shah (Soeleiman II). Mahmoed koesterde ambities om het vroegere sultanaat van Johore en Riouw, dat ook delen van het Britse Malakka omvatte, te herstellen. Dit druiste in tegen het Verdrag van Londen van 1824, dat Malakka aan het Verenigd Koninkrijk en de Riouwarchipel en Sumatra aan Nederland toewees. Soeleiman II had die ambities niet. Ook herstelde Nieuwenhuijzen de orde in het nabijgelegen sultanaat Siak, waar de Britse avonturier Adam Wilson probeerde de sultan opzij te schuiven. Nieuwenhuijzens hulp had wel een prijs: de sultan moest het Nederlandse oppergezag erkennen. Bij koninklijk besluit van 7 januari 1858 werd Nieuwenhuijzen voor bewezen diensten benoemd tot ridder in de Orde van de Nederlandse Leeuw.
Nog in 1857 was hij benoemd tot resident van Pekalongan, maar al in het jaar daarop volgde zijn benoeming tot resident van Soerakarta. Hij regelde de opvolgingskwestie van de in 1830 na de Java-oorlog verbannen soesoehoenan Pakoeboewono VI van Soerakarta. Nieuwenhuijzen zorgde in 1861 voor een definitieve oplossing, waarbij de zoon van de verbannen vorst als soesoehoenan werd geïnstalleerd onder de naam Pakoeboewono IX.
In 1859 fungeerde hij als gouvernementscommissaris tijdens de expeditie naar de Zuider- en Oosterafdeling van Borneo (1859–1863). De aanleiding voor de expeditie was een opvolgingskwestie binnen het vorstenhuis van Bandjermasin, die tot een gewapende opstand leidde. Het vorstenhuis werd afgezet en Bandjermasin kwam onder rechtstreeks bestuur van de Nederlands-Indische overheid. Toen hij dit geregeld had, ging Nieuwenhuijzen terug naar Soerakarta. De oorlog ging nog een paar jaar door. Op Borneo raakte Nieuwenhuijzen bevriend met de toenmalige majoor (en latere luitenant-generaal) Gustave Marie Verspyck.
Na de expeditie op Borneo combineerde Nieuwenhuijzen korte tijd de functie van resident van Soerakarta met die van waarnemend resident van Djokjakarta. Resident Carel Pieter Brest van Kempen was wegens geestesziekte niet langer in staat zijn functie uit te oefenen. Nadat Nieuwenhuijzen had onderzocht of sultan Hamengkoeboewono VI misbruik had gemaakt van het door de ziekte ontstane machtsvacuüm en had gerapporteerd aan gouverneur-generaal Ludolph Anne Jan Wilt Sloet van de Beele, kon de nieuwe resident, Nicolaas Anne Theodoor Arriëns, worden geïnstalleerd.
In 1864 kreeg Nieuwenhuijzen op zijn verzoek een tweejarig ziekteverlof naar Nederland. Hij keerde echter al in 1865 terug naar Indië als lid van de Raad van Nederlandsch-Indië. Hij had de benoeming te danken aan minister van Koloniën Isaäc Dignus Fransen van de Putte, die hij tijdens zijn verlof had leren kennen. Toen Alexander Loudon jr., de vicepresident van de Raad, in 1868 onverwacht overleed, werd Nieuwenhuijzen waarnemend vicepresident. Bij koninklijk besluit van 23 juli 1869 nr. 20 werd zijn benoeming tot vicepresident definitief. In 1872 kreeg hij Alexanders broer James Loudon als gouverneur-generaal boven zich. Bij koninklijk besluit van 30 augustus 1872 nr. 30 werd Nieuwenhuijzen benoemd tot commandeur in de Orde van de Nederlandse Leeuw.

### Atjeh

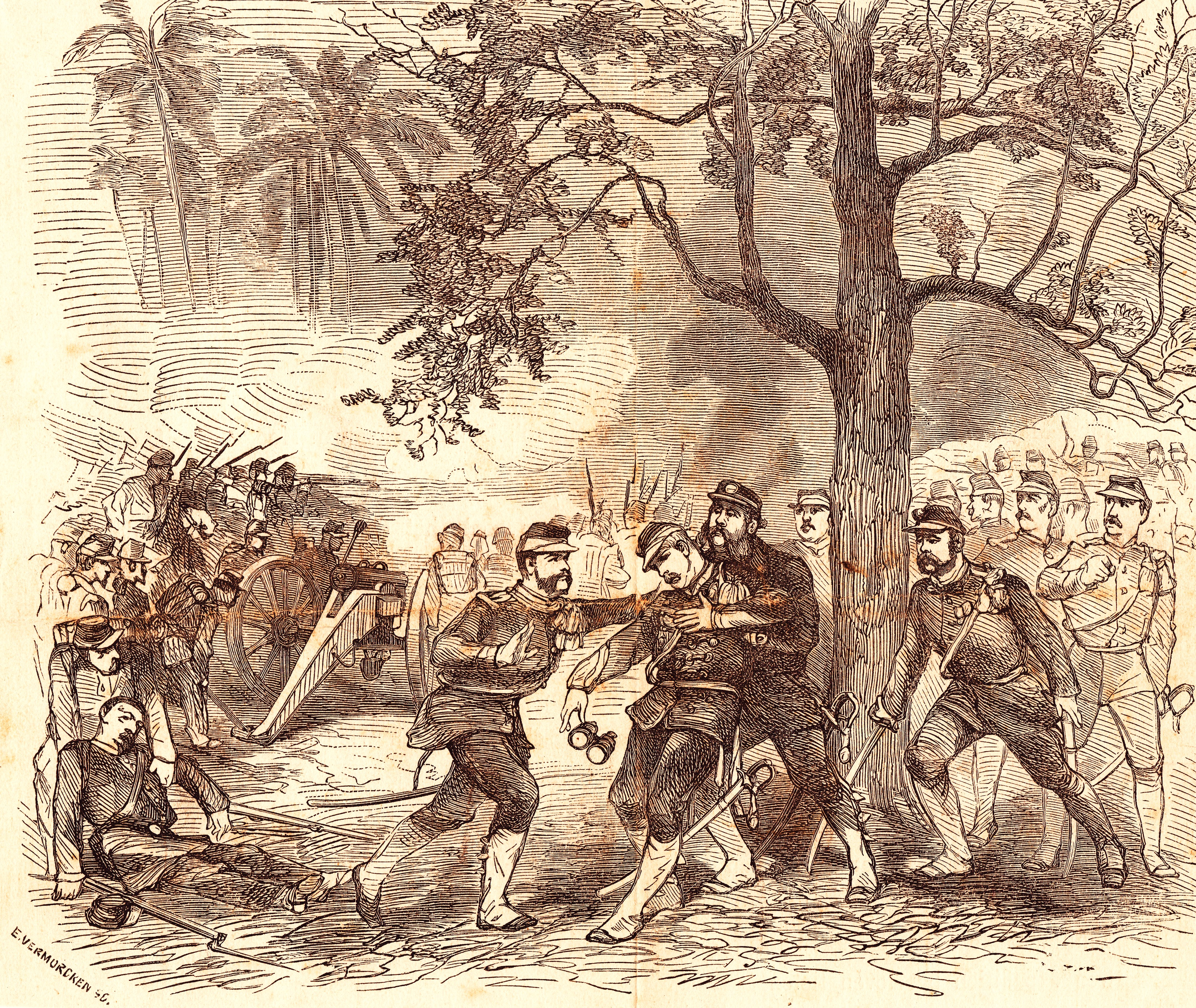
Generaal Köhler sneuvelt bij de mesigit

In overleg tussen Loudon en Fransen van de Putte (sinds 1872 opnieuw minister van Koloniën) werd Nieuwenhuijzen in februari 1873 benoemd tot gouvernementscommissaris voor Atjeh. Sinds 1871 oefende Nederland steeds meer druk op de sultan van Atjeh, Aladin Mahmoed Shah, uit om zich te onderwerpen. Loudon greep de toenemende zeeroverij aan de noordkust van Sumatra aan om in actie te komen tegen de sultan. Nieuwenhuijzen onderhandelde namens hem met de sultan, maar bereikte niets. Vage geruchten dat de sultan de hulp zou hebben ingeroepen van Italië en de Verenigde Staten, waren voor Loudon voldoende aanleiding om Nieuwenhuijzen opdracht te geven Atjeh de oorlog te verklaren.
Dit leidde tot de Eerste Atjehexpeditie, eerst onder leiding van generaal Köhler en na diens dood van kolonel Van Daalen. Nieuwenhuijzen bleef gedurende de hele expeditie aan boord van het oorlogsschip Citadel van Antwerpen, dat voor de kust van Atjeh bleef liggen.
De expeditie werd een fiasco. De Atjehers bleken beter bewapend te zijn en een beter moreel te hebben dan de Nederlanders hadden verwacht. De Nederlandse troepen werden bij hun opmars voortdurend bestookt, ook ‘s nachts. Het terrein was onoverzichtelijk en de Nederlanders bleken niet over een krijgsplan te beschikken. De mesigit (moskee) bij de hoofdstad werd veroverd, weer prijsgegeven en opnieuw veroverd. Bij de tweede verovering sneuvelde Köhler. Een stormaanval op de Kraton onder leiding van majoor Cavaljé mislukte ook, doordat de overmacht van de Atjehers te groot was. De militaire leiders kwamen tot de conclusie dat de onderneming onvoldoende voorbereid was geweest. De troepen trokken zich terug naar het strand en in overleg met gouvernementscommissaris Nieuwenhuijzen (die op zijn beurt telegrafisch in contact stond met Loudon) besloot men Atjeh geheel te verlaten en terug te keren naar Java. Van het expeditieleger van 3000 man waren 4 officieren en 52 manschappen gesneuveld en 27 officieren en 411 manschappen gewond geraakt.
Loudon trachtte de schuld van het mislukken van de expeditie af te schuiven op kolonel Van Daalen en gouvernementscommissaris Nieuwenhuijzen. Hij nam het Nieuwenhuijzen vooral kwalijk dat deze eerst per telegram om versterkingen had gevraagd om in het volgende telegram te laten weten niet te kunnen ‘ontkennen dat onze tegenwoordige positie langer onhoudbaar is’, waarna hij de beslissing om de expeditie te staken toch weer bij Loudon legde. Loudon liet een commissie een rapport van 1500 pagina’s over de mislukte expeditie opstellen. Nieuwenhuijzen weigerde mee te werken en Van Daalen werd niet eens gehoord. Terwijl de commissie nog bezig was, drong Loudon bij de minister al aan op oneervol ontslag van Nieuwenhuijzen, maar Fransen van de Putte zorgde dat hij ‘op eigen verzoek’ eervol ontslagen werd. Ook Van Daalen kreeg ‘eervol ontslag met behoud van pensioen’. Het rapport was pas klaar op 30 juni 1874; Nieuwenhuijzen en Van Daalen waren toen al naar Nederland vertrokken. Het werd pas in 1881 openbaar gemaakt.
In december 1874 moest Loudon zelf het veld ruimen.

### Laatste jaren
Nieuwenhuijzen kon met pensioen en vestigde zich eerst in Arnhem en later in Den Haag. Verwijten dat hij schuldig was aan de mislukking van de eerste Atjehexpeditie bleven hem nog jaren achtervolgen. Toen generaal Jan van Swieten, de leider van de Tweede Atjehexpeditie, in zijn boek De Waarheid over onze vestiging in Atjeh van 1879 (onder anderen) Neuwenhuijzen aanviel, verdedigde deze zich met een eigen brochure, Een woord over “De Waarheid” van generaal Jan van Swieten.
Hij overleed in 1892. Bij de begrafenis op de Algemene Begraafplaats sprak generaal Verspyck een rede uit waarin hij het optreden van Nieuwenhuijzen in Atjeh verdedigde.

## Publicatie
- F.N. Nieuwenhuijzen, Een woord over “De Waarheid” van generaal Jan van Swieten, D.A. Thieme, Den Haag, 1879.